# Église Saint-Pierre-aux-Liens d'Épagny
L'église Saint-Pierre-aux-Liens est une église catholique située dans la commune de Epagny Metz-Tessy, à Épagny (Haute-Savoie), en France. Elle est placée sous le patronage de saint Pierre-aux-Liens.

## Localisation
L'église Saint-Pierre-aux-Liens, située dans la commune d'Épagny, appartient à la paroisse Saint-Luc entre Fier et Mandallaz du diocèse d'Annecy, qui fait partie du doyenné du Parmelan.
La paroisse se trouve au nord-ouest d'Annecy.

## Historique
La première mention de la paroisse est relativement tardive. Un Pierre, le curé d'Épagny, est ainsi cité comme témoin en 1316, à Annecy-le-Vieux.
Dans son testament du 2 avril 1338, le curé de Marcellaz Jacques Verelli, originaire d'Épagny, donne à l'église « une rente annuelle de 2 sols sous charge d'une station chaque dimanche et le jour des Trépassés sur sa tombe »,.
Pierre Lambert, futur évêque de Caserte, est nommé dans la paroisse qu'il laisse à l'ordre des Célestins,. La cure est liée, après autorisation du pape Adrien VI, au prieuré de Villarsalet qu'ils possèdent en Maurienne,.
Au XIXe siècle, l’église est le centre paroissial pour les communes d’Épagny, de Metz, de Tessy et de Meythet.

## Description
La nouvelle église est réalisée dans un style néo-classique dit « sarde ».

## Galerie

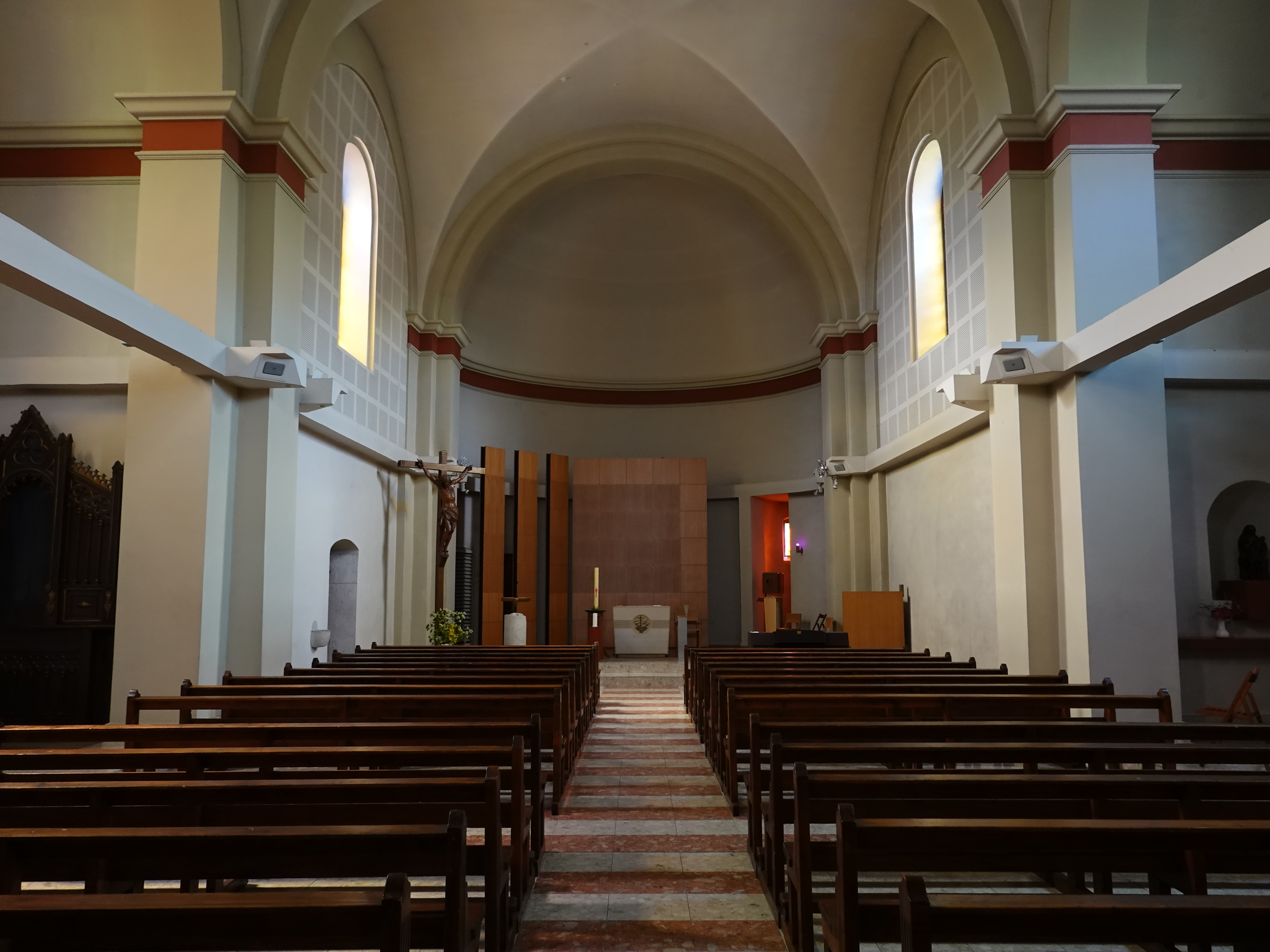
Nef
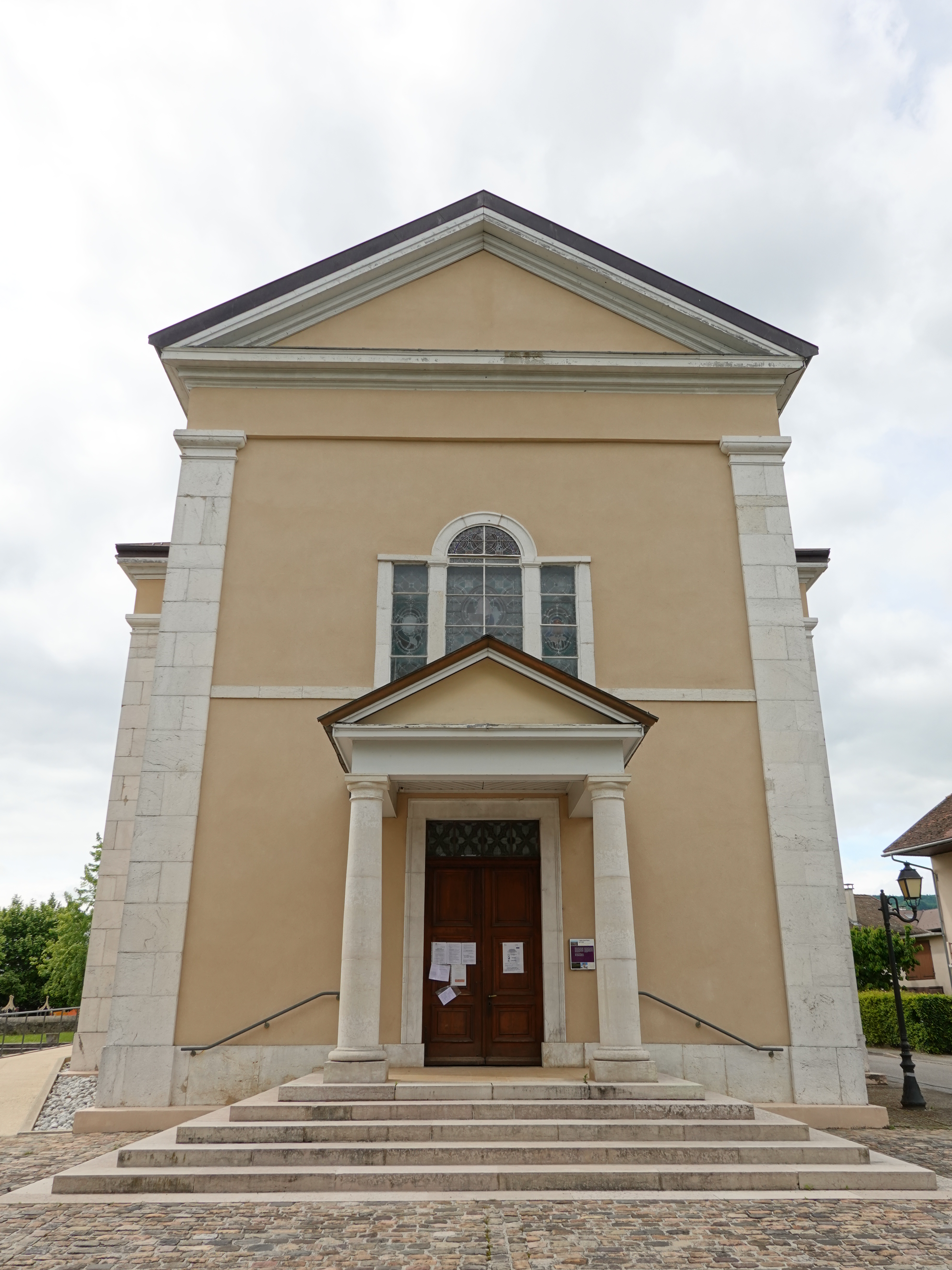
Façade
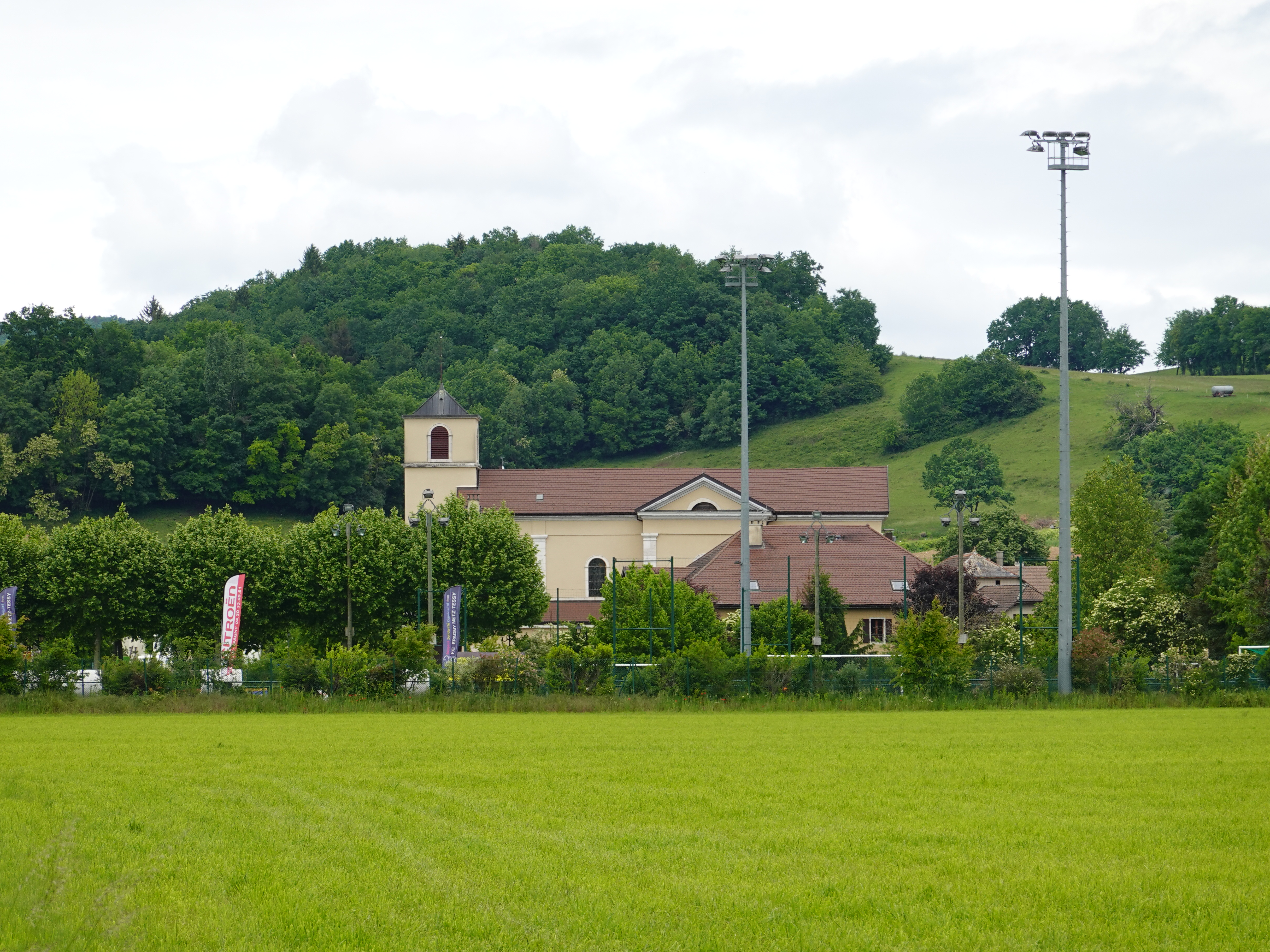
Vue depuis le sud